# Copidognathus
Copidognathus är ett släkte av kvalster som beskrevs av Édouard Louis Trouessart 1888. Copidognathus ingår i familjen Halacaridae.

## Dottertaxa tillCopidognathus, i alfabetisk ordning[1][2]
- Copidognathus anops
- Copidognathus bituberosus
- Copidognathus brevirostris
- Copidognathus bruuni
- Copidognathus corneatus
- Copidognathus cristatus
- Copidognathus crusoei
- Copidognathus cumberlandi
- Copidognathus dentatus
- Copidognathus fabricii
- Copidognathus felicis
- Copidognathus fernandezi
- Copidognathus gibbus
- Copidognathus gracilipes
- Copidognathus granulatus
- Copidognathus hartwigi
- Copidognathus lamellosus
- Copidognathus latisetus
- Copidognathus latus
- Copidognathus loricifer
- Copidognathus magnipalpus
- Copidognathus oculatus
- Copidognathus pasticus
- Copidognathus pseudosetosus
- Copidognathus remipes
- Copidognathus reticulatus
- Copidognathus rhodostigma
- Copidognathus septentrionalis
- Copidognathus sinuosus
- Copidognathus stevcici
- Copidognathus subgibbus
- Copidognathus tectirostris
- Copidognathus triton
- Copidognathus uniareolatus